# 迪布里夫卡 (泰蒂伊夫市鎮)
49°19′8″N 29°45′33″E / 49.31889°N 29.75917°E

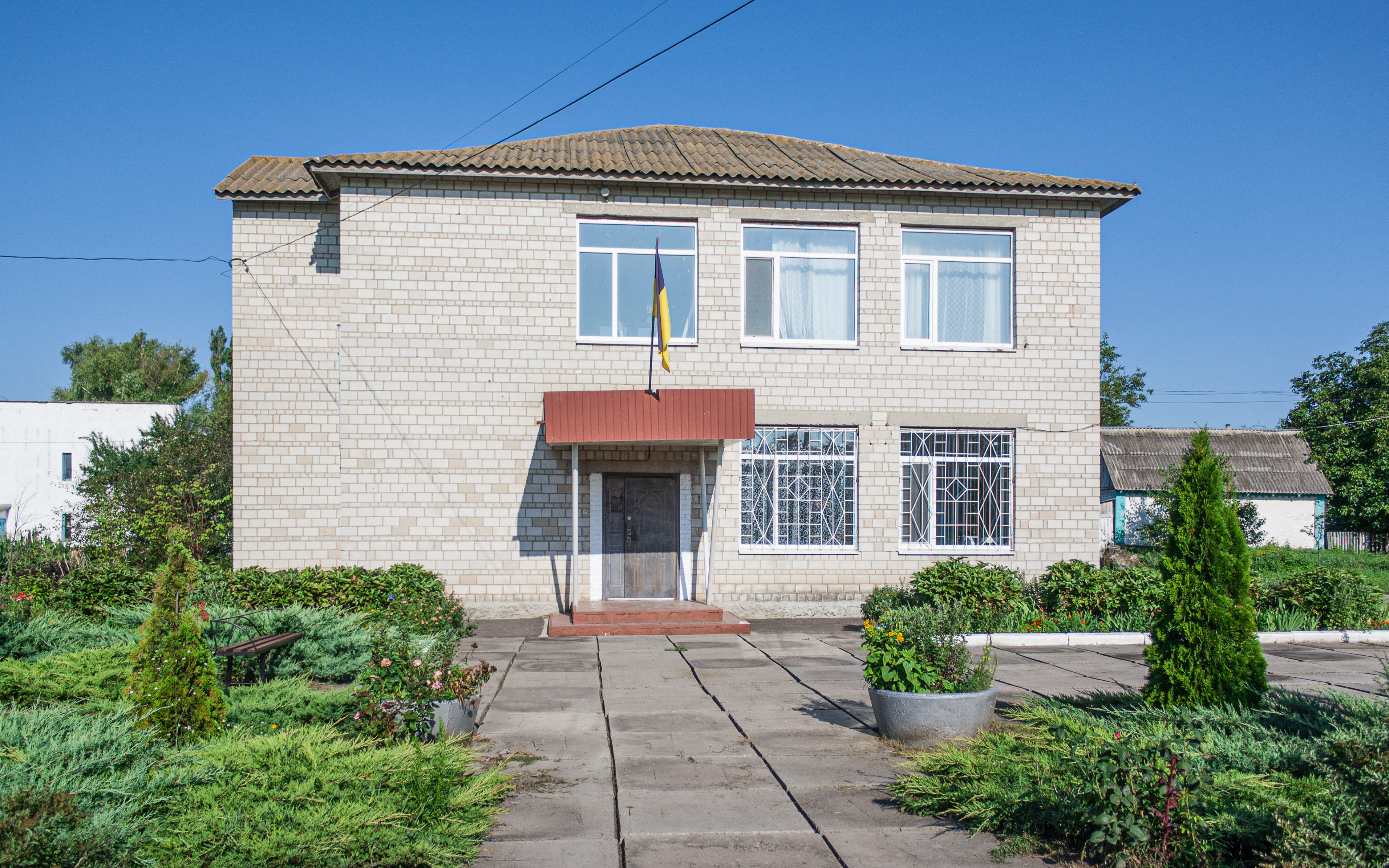
村拉达房屋

迪布里夫卡（烏克蘭語：Дібрівка）是位於烏克蘭北部的村莊，由基辅州白采爾克瓦區的泰蒂伊夫市鎮負責管轄。該村始建於1054年，面積3.29平方公里，海拔高度253米，2023年人口1,116，人口密度每平方公里437.4人。